# Fred Gamble
Fred Gamble (Pittsburgh, Pensilvania, Estados Unidos de América; 17 de marzo de 1932-Honolulu, Hawái, Estados Unidos de América; 30 de marzo de 2024) fue un piloto de automovilismo estadounidense.

## Biografía
Participó en 1 carrera de Fórmula 1, en concreto el Gran Premio de Italia de 1960. En la carrera resultó obtener la 10.ª y última posición, pero sin obtener puntos. Participó con un Behra-Porsche de F2 del equipo de Camoradi International.

## Resultados

### Fórmula 1
(Clave) (negrita indica pole position) (cursiva indica vuelta rápida)

| Año     | Escudería              | 1   | 2   | 3   | 4   | 5   | 6   | 7   | 8   | 9      | 10  | Pos. | Puntos |
| ------- | ---------------------- | --- | --- | --- | --- | --- | --- | --- | --- | ------ | --- | ---- | ------ |
| 1960    | Camoradi International | ARG | MON | 500 | NED | BEL | FRA | GBR | POR | ITA 10 | USA | NC   | 0      |
| Fuente: |                        |     |     |     |     |     |     |     |     |        |     |      |        |